# Агия Сотира
Агия Сотира или Своляни (на гръцки: Αγία Σωτήρα, до 1927 Σβόλιανη, Своляни) е село в Егейска Македония, Гърция, част от дем Горуша (Войо), област Западна Македония.

## География
Селото е разположено на 900 m надморска височина, на пътя Кожани – Неаполи (Ляпчища) – Коница, високо в югозападните склонове на планината Горуша (Войо). Отдалечено е на 9 km на изток от Пендалофос (Жупан), като по пътя е свързан с Жупанския мост.

## История

### Етимология
Йордан Заимов смята, че името Σβόλιανη има българска етимология и произлиза от Воляне от сандхи поради свързване с члена της или предлога εις. Сравнимо е с Неволяни.

### В Османската империя
В края на XIX век Своляни е село в Жупанска нахия в Анаселишка каза на Османската империя. Централната църква на селото е „Св. св. Константин и Елена“ е от 1867 година, а гробищната „Преображение Господне“ е времето на основаването на селото. Според статистиката на Васил Кънчов („Македония. Етнография и статистика“) в 1900 Своляни има 200 жители гърци християни.
На Етнографската карта на Битолския вилает на Картографския институт в София от 1901 година Зволяни е чисто гръцко село в казата Населица на Серфидженския санджак с 40 къщи.
По данни на секретаря на Българската екзархия Димитър Мишев („La Macédoine et sa Population Chrétienne“) в 1905 година в Сволиене (Svoliené) има 455 гърци.
Според статистика на Серфидженския санджак на гръцкото консулство в Еласона от 1904 година в Зволяни (Ζβόλιανη), Населишка каза, живеят 200 гърци елинофони християни.

### В Гърция
През Балканската война в 1912 година в селото влизат гръцки части и след Междусъюзническата в 1913 година Своляни остава в Гърция. В 1927 година е прекръстено на Агия Сотира.
Населението традиционно произвежда жито, картофи и други земеделски продукти, като се занимава и със скотовъдство.
| Година    | 1913 | 1920 | 1928 | 1940 | 1951 | 1961 | 1971 | 1981 | 1991 | 2001 | 2011 | 2021 |
| --------- | ---- | ---- | ---- | ---- | ---- | ---- | ---- | ---- | ---- | ---- | ---- | ---- |
| Население | 267  | 245  | 236  | 249  | 190  | 148  | 92   | 77   | 81   | 32   | 28   | 12   |